# 공룡 화석 전쟁

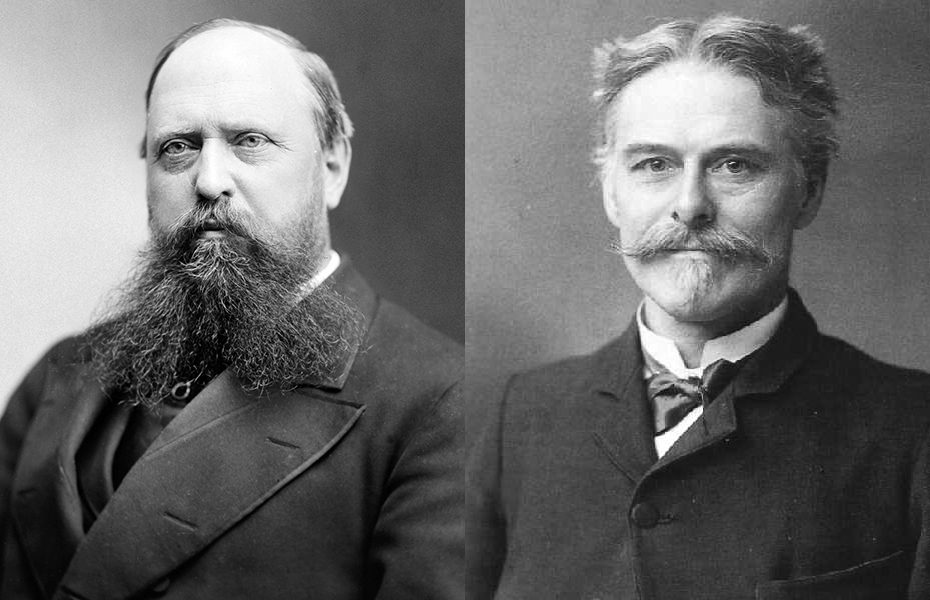
공룡 화석 전쟁 당시 맞붙은 희대의 경쟁자 오스니얼 찰스 마시와 에드워드 드링커 코프.

공룡 화석 전쟁(恐龍化石戰爭) 또는 뼈 전쟁(Bone Wars)은 미국사 도금 시대 동안에 오스니얼 찰스 마시와 에드워드 드링커 코프 사이의 강렬한 화석 발견·추론 경쟁을 일컫는다. 두 고생물학자는 서로를 끌어내리기 위해 뇌물을 쓰는 것은 물론, 도둑질에, 화석을 파괴하는 등의 떳떳치 못한 일을 저질렀다. 또한 두 과학자는 과학적 출판물에서 서로를 인신 공격했으며, 서로의 신용에 흠집을 내고, 상대방의 자금 제공이 끊어지게 했다.
원래는 서로 호의적인 동료였던 마시와 코프는 서로간의 개인적 무례로 인해 모진 앙숙이 되고 말았다. 화석을 찾아 다니던 두 사람은 콜로라도와 네브래스카, 와이오밍의 풍부한 골층으로 떠났다. 1877에서 1892년까지 두 고생물학자는 자기 탐험대를 지원하고 화석 사냥꾼을 영입하며 화석을 확보하기 위해 자신들의 부와 명성을 이용했고, 결국 치열한 경쟁을 돋우기 위해 재산을 마구 쓰던 두 과학자는 공룡 화석 전쟁이 종막으로 다다랐을 때즈음 파산하고 말았다.
마시와 코프는 서로를 망신주려고 열심히 노력하다가 둘 다 경제적, 사회적으로 몰락하였지만, 그들의 과학에의 공헌과 고생물학에의 경쟁은 여전히 저명하다. 두 앙숙 사이의 불화로 142여 종의 새로운 공룡들이 발견되고 발표되었으며, 두 사람이 죽고 나서도 뜯어지지 않은 화석 꾸러미가 1톤정도 남아 있었다. 공룡 화석 전쟁의 결과는 고생물에 대한 지식을 증대했고, 대중 사회의 공룡에 대한 관심을 발생시켰으며, 이후 10여년간 북아메리카의 화석 발굴을 계속하도록 이끌어 주었다. 이 시기의 강렬한 고생물학 활동에 대한 역사책들과 허구적 각색물들 또한 다수 출판되었다.

## 역사

### 배경
코프와 마시는 한 때 우호적인 관계였다. 그들은 1864년에 베를린에서 처음 만났으며 심지어 서로의 이름을 따 새로운 종의 학명을 정하기도 하였다. 하지만 그들의 관계는 시간이 지남에 따라 여러 생각 차이 및 성격 차이로 인해 벌어지게 되었다. 코프는 호전적이며 성질이 급했지만 마시는 보다 느리고 체계적이며 꼼꼼하였으며, 그들은 이로 인해 점차 서로를 의심하고 다투게 되었다. 하지만 이들의 관계를 무엇보다 악화시킨 것은 생물의 진화에 관한 그들의 견해 차이였는데 코프는 신라마르크주의의 확고한 지지자인 반면 마시는 찰스 다윈의 자연 선택에 의한 진화설을 주장하였다. 그들의 관계가 가장 좋았을 시절에도 서로는 상대방을 내려다보는 경향이 있었는데, 한 관찰자가 표현하길, "귀족적이었던 에드워드는 마시를 비신사적이라고 생각한 듯 하며 학자였던 오스니얼은 코프를 비전문적이라고 여겼던 것 같았다."
코프와 마시는 매우 다른 배경에서 성장했다. 코프는 부유하고 영향력 있는 펠라델피아의 가정에서태어났으며 그의 아버지는 그가 농부가 되는 것을 희망했지만 그는 박물학자의 직업을 가지게 되었다. 1864년, 이미 자연 과학 아카데미의 회원이 된 코프는 하버포드 대학의 교수가 되어 페르디난드 헤이든과 함께 서부로 답사를 나가게 된다. 이에 반면해, 마시는 뉴욕의 락포트에서 어린 시절을 보냈으며 자선가였던 그의 삼촌 조지 피바디가 없었다면 아주 가난하게 자라났을 것이다. 마시는 그의 삼촌을 설득하여 예일 대학교에 피바디 자연사 박물관을 건설하고 자신이 박물관의 소장으로 임명되게 된다. 마시는 1869년 그의 삼촌의 죽음으로 인해 물려받게 된 유산으로 여생을 금전적으로 풍족하게 살아가게 된다. (물론 이에는 마시가 평생 독신으로 살았다는 점도 영향을 주었다.).

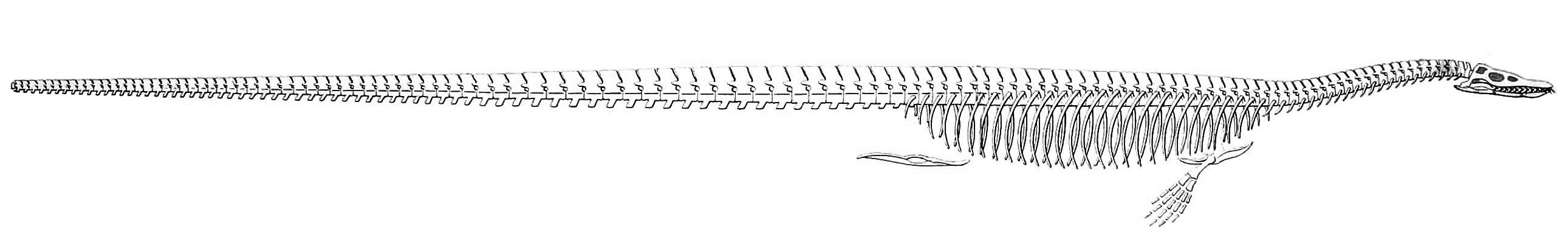
코프가 복원한 엘라스모사우르스(Elasmosaurus platyurus)의 골격. 머리가 꼬리 끝에 붙어 있다.

마시와 코프는 뉴저지에 있는 코프의 탐사지로 답사를 간 적이 있는데, 고생물학자 조세프 라이디가 설명하기를 윌리엄 파커 폴크가 하드로사우루스의 완전모식표본을 발견한 적이 있는 화석이 풍부한 탐사지였다. 비록 둘은 서로에게 우호적인 태도를 보였으나 마쉬는 인부들을 매수하여 발견된 화석들은 모두 코프가 아닌 자신에게 가져오라고 지시하였다. 그들은 서로를 여러 서적, 발표물과 저서를 통하여 비난하기 시작하였고 곧 그들의 이름과 사생활은 모두 먹칠이 되었다. 마시는 코프가 재현한 엘라스모사우루스는 매우 모순된 구조를 가지고 있으며 꼬리가 있어야 할 곳에 머리를 두었다고 지적하며 그를 비판하였다. 이에 코프는 와이오밍에 있는 마시의 사유 탐사지에서 화석을 채집하기 시작하였으며 그들의 관계는 더욱 악화되었다.

### 1872-1877: 초기 답사
1870년, 코프와 마시의 관심은 대형 화석들이 다수 발견되었다는 미국 서부로 향했다. 코프는 워싱턴에 있는 그의 인맥을 사용하여 코프는 미국 지질 조사국에 페르디난드 헤이든 아래에서 일하게 되었다. 봉급 없이 일해야하는 직업이었지만 이 자리는 코프에게 서부의 화석들을 수집하고 그의 발견들을 저술하는데 큰 도움을 주었다. 1872년 6월, 코프는 그의 첫 답사에 나서게 되었다. 답사의 목적은 와이오밍에 있는 에오세 골층을 직접 탐구해보는 것이었다. 하지만 이는 코프, 헤이든과 라이디 사이에 불화를 일으키게 되었다. 라이디는 코프 헤이든 아래에서 일하기 전까지는 헤이든의 많은 화석들을 독차지할 수 있었기에 코프의 존재에 대해 많은 불만을 가지고 있었으며 현재 라이디 또한 탐사하고 있었던 지역에 코프가 발을 들여놓자 그의 불만은 겉으로 들어나게 되었다. 헤이든은 라이디에게 편지를 보내 이를 무마하려고 하였다.
나는 자네가 그 현장으로 가는 것을 알고 있었기에 그가 가는 것을 말리려고 하였다. 하지만 그는 제지당할 수 있다는 소리에 그저 웃기만 하였으며 나의 도움이 있든 없든 그 현장으로 답사를 갈 것이라고 하였다. 나는 우리 단체의 명예를 생각해서 그와 함께 일하는 것을 그만두려고도 생각해보았다. 그의 이번 답사에 나는 봉급 혹은 지출 비용을 일체 지원해주지 않을 것이며 이번 답사지 선택에 대한 책임 또한 없다. 다른 자들과 경쟁하는 것은 전혀 유쾌한 일이 아니지만 이번 기회만은 충분히 자네가 감당해 낼 수 있을 것이라 생각한다.— 페르디난드 헤이든

헤이든이 라이디와 코프가 같은 지역에서 탐사하려는 것을 막으려는 동안 코프는 그의 가족과 함께 덴버까지 이동하였다. 수비 브래드 포드 믹크에게 조언을 받은 코프는 믹크가 블랙 벗츠 철도역 근처에서 발견한 화석들을 조사하였으며 공룡의 잔해를 발견, Agathaumas sylvestris라고 명명하였다. 자신이 헤이든의 완전한 지지를 받고 있다고 생각했던 코프는 6월 포트 브리져로 답사를 갔지만, 그가 기대하던 인부, 마차, 말, 그리고 장비들은 어디에도 찾을 수 없었다. . 그와 함께 답사하기를 희망했던 시카고 출신 남성 3명 또한 그의 팀에 합류했다. 얼마 되지 않아 세 남성 중 2명은 마시 아래에서 일하고 있음이 밝혀졌으며 이들이 코프를 위해 일한다는 소식을 접한 마시는 격분하였다. 이들은 자신들이 아직 마시를 위해 일한다는 사실을 마시에게 납득시키기 위해 코프의 탐사 작업을 교란시키기 위해 그의 팀에 합류했다는 거짓말마저 하였다. 하지만 이들이 다른 직업을 찾게 된 진짜 이유는 마시의 계약을 쉽게 맺지 못하는 성격에서 비롯된 것이라 추측된다. 코프는 그의 팀을 이끌고 헤이든을 제외한 아무도 탐사하지 않은 지역들로 향하였으며 수십 종류의 새로운 화석들을 발견할 수 있었다. 이런 와중, 마시의 인부 중 한 사람은 실수로 화석 꾸러미 하나를 코프에게 배송하였다. 코프는 화석 꾸러미를 받은 후, 마시에게 다시 돌려주었지만 그들의 관계는 더욱 악화되기만 했다.
코프와 마시 사이에 우정이 조금이라도 남아있었다면 이는 1872년 사라지게 되며 이해 봄에는 오직 적개심만이 남게 된다. 이와 동시에 라이디, 코프와 마시는 고대 파충류와 포유류에 대한 위대한 발견들을 이루고 있었다. 이들은 발굴 중에는 전보를 통해 그들의 발견을 묘사하는 글을 보냈으며 발굴이 끝났을 때 논문을 저서하는 습관을 가지고 있었다. 이들이 발견한 새로운 종으로는 Uinthatherium, Loxolophodon, Eobasileus, Dinoceras, Tinoceras 등이 있다. 하지만 이들의 발견은 서로 매우 유사했다는 문제점이 있다. 사실 코프와 마시는 그들이 발굴 중인 화석이 상대방이 이미 발굴한 화석임을 알고있음에도 불구하고 발굴을 진행하는 일이 허다했다. 그리고 이러한 가운데 많은 이들은 코프가 아닌 마시를 최초 발견자로 인정했으며 마시는 Cinocerea 라는 포유류의 새로운 목을 만들어내기도 하였다. 코프는 마시의 도전을 막을 힘이 없었다. 대신 그는 에오세 포유류의 분류에 대한 새로운 방법 출판하여 마시의 분류법을 부정하였지만 마시는 이에 다시 반박하며 코프의 분류법은 부정확하다고 주장하였다.

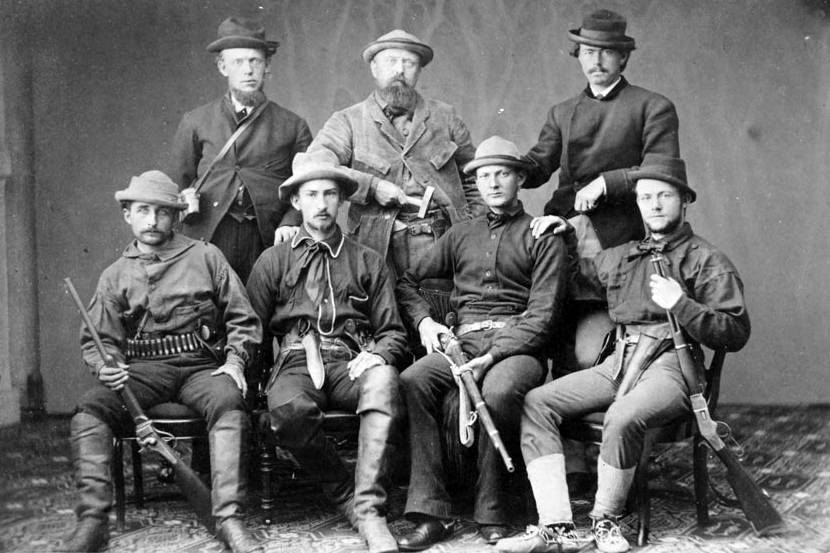
마시, 마시의 1872년 답사 사진. 그는 무장한인부들에게 보호 받았으며 현장에서는 많은 시간을 할애하지 않았다.

두 과학자는 명명법과 분류법에 관해 티격태격하면서도 더 많은 화석을 얻기 위해 서부로 돌아갔다. 마시는 1873년에 그의 마지막 답사를 떠났다. 그는 예일 대학의 지원을 받아 13명의 학생과 수족 인디언들에게 무력을 과시하려는 군인들을 동반하였다. 과거 그의 사치스러운 답사가 문제된 바가 있기에 마시는 그와 함께하는 학생들의 여행 비용을 학생들의 자비로 충당하게 하였으며 15,000 달러 (당시 환율로 약 200,000 달러)가 넘게 들었던 답사비를 1857.5 달러까지 낮출 수 있었다. 이는 마시의 마지막 답사가 되었으며 공룡 화석 전쟁의 남은 기간 동안 마시는 지역 발굴자들을 고용하여 뼈를 얻었다. 비록 그는 수년간 연구해도 남을 양의 뼈를 가지고 있었지만 그의 뼈를 향한 욕망은 강해져만 갔다. 헤이든 아래에서 일하는 것이 싫증났던 코프는 미공병단에 입단하게 되었다. 하지만 그는 이에 의해 여러 제한을 받게 되는데 대표적으로 마시는 자신이 원할 때 답사를 할 수 있었지만 코프는 공식적인 답사단에 동참하는 것 밖에 할 수 없었다.

### 1877-1892:코모 절벽발견물
1877년, 마시는 콜로라도 골든에서 교사직을 맡고 있었던 아서 레이크스에게 편지를 받았다.편지의 내용은 아서가 모리슨 마을 근처의 산을 오르던 중 그와 그의 친구 H.C 백위드가 절벽에 박혀있는 엄청난 크기의 뼈들을 발견했다는 것이다. 레이크는 “아마 거대한 공룡종의 척추뼈와 상완골로 예측된다”라고 덧붙였다. 레이크는 마시의 답장을 기타리며 그가 발견한 뼈 몇 개를 발굴한 후 뉴헤이븐으로 배송하였다. 마시의 답장이 느려지자 레이크는 코프에게도 벼 꾸러미를 배송하게 된다.

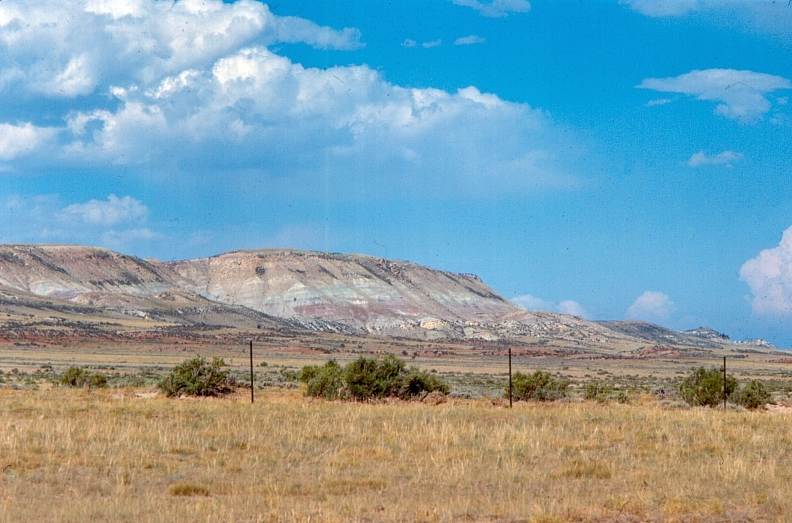
코모 절벽, 와이오밍

마침내 마시는 레이크에게 답장을 보내게 된다. 그는 레이크에게 100달러 상당의 금액을 지불하며 그의 발견을 자신을 제외한 누구에게도 발설하지 말라고 지시한다. 하지만 레이크가 코프에게도 연락을 하였다는 사실을 알게 되자 마시는 그의 인부 중 한명인 벤자민 머지를 모리슨으로 보내 레이크의 발견물을 감시하게 했다. 그와 동시에 마시는 레이크의 발견을 토래도 6월 1일, 아메리칸 저널 오브 사이언스에 논문을 게재하며 코프에게 그가 받은 화석들을 모두 반환할 것을 요청하였다. 코프는 이를 통해 큰 모욕감을 느낀다.
미국 서부에서 또 다른 편지가 이번에는 코프에게 발신되었다. 루카스는 자연학자로 콜로라도 캐니언 시티 근처에서 식물을 채집하던 도중 많은 양의 화석을 발견하게 된다. 루카스에게 더 많은 샘플을 받은 후, 코프는 화석들이 거대한 초식 공룡의 것이라고 결론 내렸다. 그는 특히 레이크의 발견이나 어떤 다른 발견보다도 이 화석들이 더 크다는 점에 대단히 기뻐하였다. 이 발견의 소식을 접한 마시는 머지와 그의 학생 중 하나였던 세뮤얼 웬델 윌리스턴에게 캐니언 시티 근처에 발굴장을 만들라고 지시하였다. 마시에게는 불행히도 윌리스턴을 통해 루카스와 코프의 팀이 최상급의 화석을 발굴하고 있다는 소식을 들었으며 루카스가 마시를 코프와의 계약을 끊는 것을 완강히 거부한다는 것을 알게 되었다. 마시는 윌리스턴을 다시 모리슨으로 보냈으며 얼마 되지 않아 그곳에 있던 마시의 발굴장이 무너지며 많은 조수들과 인부들이 부상을 당했다. 이 사건은 마시의 화석 공급원을 막아버리게 된다.
마시가 코모 절벽의 풍부한 골층에 대한 소식이 경쟁자에게 새어나가지 않도록 주의를 기울였에도 불구하고, 새로운 발견에 대한 소식은 순식간에 퍼져나갔다. 여기에는 칼린과 리드가 부분적으로 기여한 바가 없지 않았다. 그들은 “Laramie Daily Sentinel”지에 정보를 흘렸고, 곧이어 1878년 4월 마시가 화석의 대가로 지불한 금액을 부풀려서 기사가 실림으로써 화석의 가격과 수요를 증대시켰다. 정보 유출을 막으려 했던 마시는 윌리스턴으로부터 칼린과 리드가 표면상으로는 코프를 위해 일하는 “하인스”라는 남자를 만났다는 사실을 전해들었다. 코모 절벽의 발견 소식을 전해들은 코프는 “공룡 도둑”들을 보내어 마시 몰래 화석들을 훔쳐오려고 시도했다. 1878년 겨울, 마시의 부정기적인 임금 지불 방식에 질린 칼린은 코프를 위해 일하게 된다.
코프와 마시는 여름엔 사재를 털어 탐사 자금을 충당하였으며, 겨울에는 그들의 발견을 출판하는데 보냈다. 노새가 끄는 마차나 기차에 타고 서부로 떠난 화석사냥꾼들의 무리들은 얼마 지나지 않아 문자 그대로 수 톤씩의 화석들을 동부로 보내왔다. 고생물학 조사 작업은 1877년부터 1892년까지 15년간 지속되었다. 코프나 마시를 위해 일하던 노동자들은 날씨 문제 외에도 상대편의 방해 공작으로 인해 큰 어려움을 겪어야 했다. 칼린은 리드가 코모 기차역으로 들어가는 것을 막고 강제로 추위에도 불구하고 화석들을 코모 절벽에서부터 옮겨와 열차 탑승구에서 표본들을 포장하도록 만들기도 했다. 코프는 칼린으로 하여금 코모 절벽에 그 만의 발굴지를 조성하도록 명령하였으며, 마시는 리드를 보내서 칼린을 염탐하도록 했다. 리드가 4번 발굴지의 화석을 모두 발굴하자, 마시는 그에게 다른 발굴지로부터 화석 조각들을 처분하라고 명령했다. 리드는 코프가 가져가지 못하도록 남은 화석들을 모두 파괴했다고 보고했다. 마시는 리드의 발굴지를 다른 사람들이 침해할까봐 레이크스를 코모로 보내 발굴을 도우도록 했으며, 1879년 6월에는 그 자신도 발굴지를 방문하기도 했다. 코프도 마찬가지로 8월에 그의 발굴지를 돌아보았다. 마시의 부하들이 계속해서 새로운 발굴지를 찾고 더 많은 화석들을 캐내고 했었음에도 불구하고, 레이크스와 리드의 관계는 틀어지게 되어 결국 8월에는 각자 사표를 내고 말았다. 마시는 그들을 발굴지의 반대편 끝으로 보내어 달래려 했지만, 레이크스는 거센 눈보라 때문에 발굴지 하나를 포기하도록 강요받은 일이 있은 후인 1880년, 사직서를 내고 교직으로 돌아가고 말았다. 그가 떠나도 마시의 부하들은 긴장을 풀 수 없었다. 레이크스를 대신하여 들어온 철도원 출신인 케네디는 작업을 일일이 리드에게 보고할 필요가 없다고 느꼈고, 케네디와 리드의 싸움은 마시의 다른 고용자들로 하여금 사직하도록 만들었다. 마시는 둘을 떼어놓으려 했으며, 윌리스턴의 동생인 프랭크를 코모로 보내어 평화를 유지시켰다. 그러나 프랭크 윌리스턴은 마시의 수하를 떠나서 칼린의 편을 택하였다. 코모에서 코프의 독자적인 발굴 작업은 흔들리기 시작했고, 칼린의 후임자들은 죄다 사직하고 말았다.

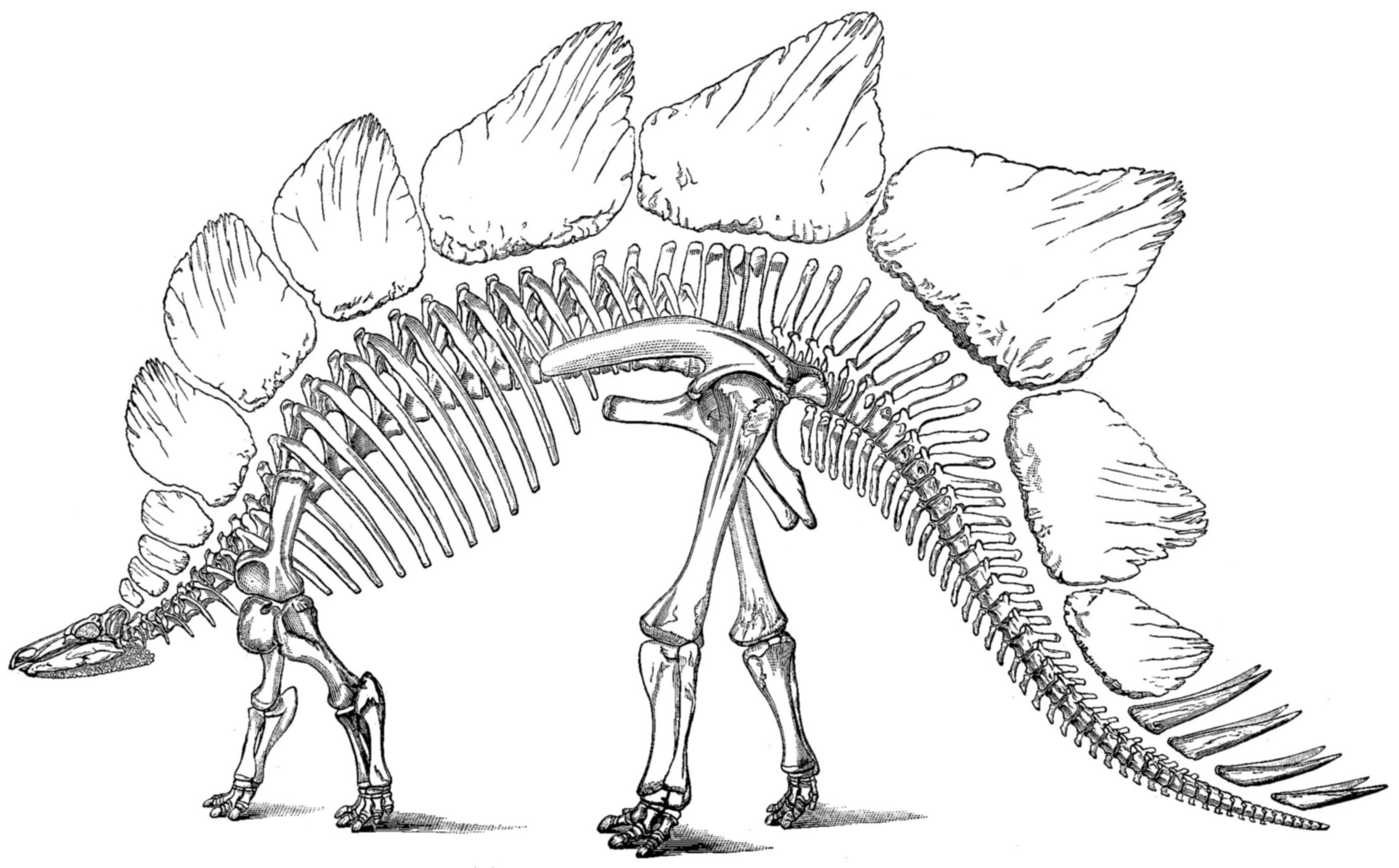
1896년에 그려진 마시의 공룡 삽화. 그가 1877년에 이름 붙인 ‘스테고사우루스’의 골격을 보여주고 있다.

 1880년대에 이르면서 코프와 마시의 부하들은 세 번째 단체가 화석 발굴에 관심을 가지게 되면서 치열한 경쟁에 맞닥트리게 되었다. 칼린과 프랭크 윌리스턴이 회사를 설립하여 화석을 전문적으로 경매에 부치고 있을 무렵, 하버드 대학의 알렉산더 에마누엘 아가시즈 교수는 그의 대리인을 서부로 보냈다. 마시의 코모 발굴지에서는 1884년 리드가 일을 그만두고 양치기가 된 이후로 발굴이 드물었다. 이러한 차질에도 불구하고 마시는 코프에 비해 발굴 준비가 완료된 발굴지들을 더 많이 확보하고 있었다. 반면 1880년대 초반까지만 해도 자신의 집을 가득 채우고도 남을 만큼의 화석을 가지고 있었던 코프는 공룡 화석 전쟁에서 뒤처지고 있었다.
코프와 마시의 발견들은 대개 염탐, 절도나 뇌물수수 혐의에 대한 선정적인 비난들을 수반하였다. 두 사람은 서로의 발굴지를 지키는데 혈안이 되어서 상대방의 손에 들어가지 않도록 작거나 부서진 화석들을 파괴하기도 했고, 발굴지를 흙과 바위로 메우기까지 했다. 실제로 1879년 코모에서 자신의 발굴지들을 돌아보던 마시는 새로운 발견들을 검토하고는 파기할 몇몇 화석들을 표시하기도 했다. 한번은 코프와 마시의 경쟁 발굴단이 서로에게 돌을 던지며 싸운 일도 있었다.

### 개인적인 불화
코프와 마시는 미 서부에서 화석들을 발굴하는 한편, 서로의 신뢰도를 깎아내리려 애썼다. 코프는 사경룡의 일종인 엘라스모사우루스의 복원 중 저지른 실수를 덮기 위해 그 논문이 실린 저널을 닥치는 대로 사 모았다. 한편 그 실수를 첫 번째로 발견했던 사람인 마시는 이를 널리 홍보하려 애썼다. 특히 코프 특유의 엄청난 저작 속도와 분량은 마시로 하여금 그의 저작에서 간혹 있는 실수를 지적하여 질타하는데 도움을 주었다. 그렇지만 마시가 더 신뢰할 만한 사람은 아니었다. 그는 아파토사우루스의 골격에 다른 두개골을 이어 붙여 새로운 속(屬)인 ‘브론토사우루스’라 명명하기도 했다.
1880년 대 후반, ‘거친 서부’에 대한 대중의 관심이 국제 정세에 밀려나며 코프와 마시 간의 불화도 주목도가 떨어지기 시작했다. 마시는 미 지질조사단장인 존 웨슬리 포웰과 그 밖의 워싱턴 재력가들의 도움으로 합동정부조사에서 앞장설 수 있게 되었으며, 선정적인 관심으로부터 벗어날 수 있었다. 반면 코프는 저널 <아메리칸 내츄럴리스트>를 사모으느라 자금 및 직원 고용 문제로 어려움을 겪고 있었다(잘 교육 받은 마시의 동료들과 코프 그 자신의 괴팍한 성격 탓이기도 했다.). 코프는 미 서부의 금은 광맥을 탐사하기 시작하였고, 말라리아 모기와 척박한 기후를 무릅쓰고 직접 화석을 찾아나섰다. 발굴에 차질이 빚어짐과 동시에 연방정부로부터의 지원이 끊어지면서 코프의 재정적 상황은 점점 악화되었고, 화석 수집품에 자산 대부분을 의존할 정도가 되었다. 한편 마시는 윌리스턴과 같은 충실한 조수들마저도 멀리하면서 연구결과를 독차지하려 했으며, 동료들에게 계속해서 느슨하고 부정기적으로 임금을 지급하였다.
1884년, 미 의회가 합동지질조사의 진행 절차를 조사하러 나서면서 코프에게도 마시의 약점을 파헤칠 기회가 돌아왔다. 코프는 헨리 페어필드 오스본과 프린스턴 대학의 해부학 교수와 친분을 쌓게 되었다. 오스본은 매사에 느리지만 꼼꼼한 탓에 마시와 닮은 면이 많았으며, 마시에게 공격을 퍼부을 수 있었다. 코프는 조사단과 포웰에 맞서 입을 열 수 있는 노동자들을 찾아나섰다. 이들은 마시의 임금 지급과 일하는 방식 때문에 불만에 가득 찬 상태였다.포웰과 마시는 잠깐 동안 코프의 공격을 부인할 수 있었으나, 주된 여론으로부터 혐의를 부인하기는 어려웠다. 오스본이 마시에 대한 공격을 계속하는데 주저하게 되자, 코프는 다른 동료를 찾아 오스본에게 ‘뉴욕에서 온 신문 기자’라고 소개했던 윌리엄 호세 발로우에게 향했다. 마시를 미 국립과학아카데미 회장직에서 몰아내려는 일에 차질이 많았음에도 불구하고, 코프는 펜실베니아 대학에서 교직을 얻게 되면서 막대한 재정적 지원을 얻게 되었다. 곧이어, 코프가 마시에게 치명타를 먹일 기회가 돌아왔다.
수년에 걸쳐, 코프는 마시와 포웰이 저지른 실수와 악행을 상세하게 담은 일기를 작성해왔다. 두 사람의 실수와 결점들은 세세하게 기록되어 코프의 책상 아랫서랍에 보관되었다. 발로우는 마시, 포웰, 코프 간의 논쟁을 시리즈 기사로 지면 위에 옮길 계획을 세웠다. 뉴욕헤럴드사가 “과학자들의 치열한 임금 전쟁”이라는 머릿기사와 함께 그들의 일화를 발행하자, 대중들은 두 사람의 추태를 깨닫게 되었다. 과학계에는 이미 코프와 마시 사이의 경쟁이 오래전부터 알려져 있음에도 불구하고 말이다. 저자 엘리자베스 노블 쇼어에 따르면, 과학계는 아연실색했다:

 당시 대부분의 과학자들은 코프와 마시의 반목이 끝끝내 신문 일면에 실리게 된 것을 깨닫고 기겁하면서도 흥미 깊게 기사를 읽었다. 특히 논란이 이는 분야인 지질학과 척추동물고생물학에 밀접한 사람들은 자신들의 인용이나 언급, 오자를 발견함으로써 더욱 주춤할 수밖에 없었다. 그들에게 코프와 마시 간의 불화는 20여년 간 과학학회에서 도사리고 있었던 만큼 새 소식은 아니었다. 그들 중 대부분은 이미 한쪽 편을 택한 뒤었다..— 엘리자베스 노블 쇼어

지면에서 코프는 표절 및 재정관리 부실혐의로 마시를, 지질학적 분류 오류와 예산 낭비 혐의를 들어 포웰을 공격했다. 마시와 포웰은 이에 맞서 그들만의 이야기를 펴냈으며, 각각 코프를 기소했다. 발로우의 기사는 조사가 부족했고 미흡하게 작성되었었으며, 코프 본인도 필라델피아 인콰이어러 지에 투고된 글로부터 펜실베니아 대학의 이사회가 마시와 포웰에게 항소할 만한 증거를 제시하지 않으면 퇴진하라는 압력을 가할 것이라는 사실을 통보받고 괴로워하고 있었다. 마시 본인은 맹렬한 논박을 통해 헤럴드 지의 기사를 유지시켰으나, 1월 말에 이르자 논쟁은 지면 위에서 사라졌다. 더불어 두 숙원의 적들 사이에도 작은 변화가 있었다.
포웰의 자금횡령에 대한 의회 청문회는 열리지 않았고, 코프와 마시도 그들의 실수에 대해 책임을 지지 않게 되었다. 하지만 마시에 대한 발로우의 일부 중상모략은 조사에 포함되었다. 그러다 미 서부의 가뭄과 함께 정부 증여 농지의 인수 작업에 대한 관심이 커지면서 조사단에 반대하는 여론이 커져가기 시작하자, 포웰은 뒤늦게 자신이 미 하원 세출위원회의 정밀 조사 대상이 되었다는 것을 깨달았다. 세출위원회는 마시의 공공연한 조사 자금 낭비에 충격을 받고 조사 예산의 명세서를 요구했다.
1892년 예산 책정이 끊기자 포웰은 마시에게 간결한 전보를 쳐서 사임을 요구했다. 동시에, 마시의 동료들 중 대부분이 은퇴하거나 죽었기 때문에 그에 대한 과학적 신빙성은 떨어지게 되었다. 마시의 사치스런 생활이 그의 발목을 잡고 있을 무렵, 코프는 헤럴드 사건 때의 인신공격에서 받은 충격이 가시지 않은 채로 텍사스 지질 조사단에 자리를 얻었다. 1890년대 초반 동안 코프의 사정은 계속해서 나아지기 시작했다. 라이디의 자리인 동물학 교수로 승진하였으며, 미국 과학진흥협회의 회장으로 선출되었기 때문이다. 반면 마시는 과학아카데미의 회장직에서 사임해야만 했다. 말년에 이르면서 코프의 행운은 마시가 최고의 고생물학자에게 주어지는 퀴비에 메달을 받게 되면서 다시 한번 틀어지게 된다.

코프와 마시의 경쟁 관계는 1897년 코프가 사망할 때까지 이어졌으며, 그때는 이미 두 사람이 모두 경제적으로 파산한 뒤였다. 코프는 말년에 지병이 악화되어 고통 받았으며 생계를 겨우 겨우 유지하기 위해 화석 수집품을 팔고 집을 임대해야 했다. 한편 마시는 집을 담보로 저당대출채권을 발행해야 했으며 예일 대학교에 생계를 위한 임금을 요구하기도 했다. 둘의 경쟁 관계는 끈질기게 남아있었다. 코프는 자신의 죽음 직전에 마지막 도전을 내밀었다. 그는 자신의 두개골을 과학의 발전을 위해 기부하도록 하며 자신의 뇌 크기가 상대의 것보다 크다는 것이 증명되기를 바랐다. 당시에는 뇌의 크기가 지능의 실제적인 척도라고 생각했기 때문이다. 그러나 마시는 도전을 받아들이지 않았고, 코프의 두개골은 문서상으로 여전히 펜실베니아 대학에 보관되어 있다고 한다. (두개골의 보관 여부는 논쟁이 되고 있다. 대학 측은 진짜 두개골은 1970년대에 분실되었다고 주장하고 있지만, 로버트 바커는 두개골의 가느다란 금과 검시관의 보고서에 의해 두개골이 진품이라고 주장하고 있다.)

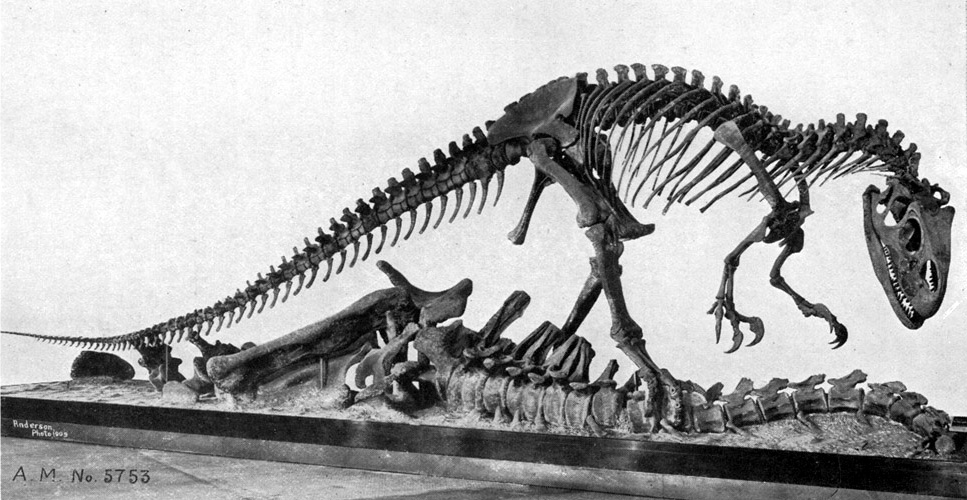
완벽에 가까운 알로사우루스 (미 자연사박물관 소장, #5753)의 골격. 1879년 코모 절벽에서 코프의 화석 사냥꾼들에 의해 발굴되었으며, 코프의 사후에야 세상에 공개되었다.

단순히 새로이 발견된 공룡 종의 가짓수로만 따지면, 마시는 공룡화석전쟁의 승자였다. 두 과학자들 모두 엄청난 과학적 가치를 지니는 발견을 한 것은 사실이다. 그러나 마시가 80가지의 새로운 공룡 종을 발견한 것에 비해, 코프는 56가지 ‘밖에’ 발견하지 못했다. 공룡화석전쟁의 후반부에서 마시는 단순히 코프에 비해 더 많은 인력과 재력을 동원할 수 있었던 것 뿐이었다. 또한 코프의 고생물학적 관심사가 넓었음에 비해 마시는 파충류와 포유류 화석 발굴에 집중했기 때문이기도 했다. 코프와 마시의 발견 중 상당수는 공룡 중에서도 상당한 유명세를 차지하고 있다. 대표적인 예로는 ‘’트리케라톱스‘’, ‘’알로사우루스‘’, ‘’디플로도쿠스‘’, ‘’스테고사우루스‘’, ‘’카마라사우루스‘’, ‘’코엘로피시스‘’ 등이 있다. 그들의 발견들이 고생물학의 초창기 활동들을 정의할 수 있을 정도다. 코프와 마시의 발견 이전에는, 북미에서 발견된 공룡 종은 아홉 가지밖에 없었다. 더욱이 동시대의 다른 과학자들의 주장이 과학에 기여한 바가 거의 없었음에도 불구하고, 코프와 마시의 주장 중 일부는 현재까지도 받아들여지고 있다. 새들은 공룡의 자손이라는 마시의 주장이 대표적이다. 또한 공룡화석전쟁은 최초의 온전한 공룡골격화석 발견과 공룡에 대한 대중의 관심을 불러일으켰다. 고생물학자인 로버트 바커가 말했듯이, “코모 절벽에서 발견된 공룡들은 박물관뿐만 아니라 잡지 기사, 교과서와 사람들의 머리를 가득 채웠다.”
코프와 마시의 진보에도 불구하고, 공룡화석전쟁은 그들뿐만이 아니라 동료 과학자들과 학계 전반에 부정적인 영향을 미쳤다. 코프와 마시간의 공적인 적의는 수십여 년 간 미국 고생물학계의 평판을 떨어트렸다. 더 나아가서, 공공연한 다이너마이트의 사용과 서로에 대한 파괴행위는 중요한 가치를 지닐지도 모르는 수많은 화석들을 파괴하거나 매장시켰다. 이에 따라 조세프 라이디와 같이 올바른 발굴 방식에 따라 미 서부를 탐사했던 과학자들은 코프와 마시의 거침없는 발견에 밀려 작업을 포기하기도 했다. 라이디는 또한 두 사람간의 끊임없는 다툼에 지쳐 탐사에서 철수함으로써 그의 족적의 가치를 떨어트리고 말았다. 그의 사후에, 오스본은 코프와 마시가 서로의 업적에 대해 단 한마디의 언급도 하지 않았다는 사실을 발견했다. 서로를 능가하기 위해 너무 서두른 나머지, 코프와 마시는 그들이 발견한 뼈들을 무턱대고 조립하기 일쑤였다. 결국 그렇게 조립된 골격들에 따라서 설명된 새로운 공룡 종들의 개념들은 그들의 사후 수십 년 동안 혼란과 오해를 불러일으켰다.
2007년에서 2008년까지 코프와 마시의 발굴지를 다시금 발굴해본 결과, 두 고생물 학자에 의해 저질러진 피해는 기록에 비해 적었음이 밝혀졌다. 레이크스의 현장 스케치를 바탕으로, 모리슨 자연사 박물관의 연구원들은 레이크스가 사실은 콜로라도의 발굴터들을 폭파한 것이 아니라는 것을 밝혀냈다. 그와는 다르게 레이크스는 발굴터를 메꾸었을 뿐이다. 박물관장 매튜 모스브룩커는 레이크스가 코프의 인부들과 두뇌싸움을 하고 싶지 않아 거짓말을 퍼트렸을 것이라고 추측했다.

1. 
2. 
3. 
4. 
5. 
6. 
7. 
8. 
9. 
10. 
11. 
12. 
13. 
14. 
15. 
16. 
17. 
18. 
19. 
20. 
21. 
22. 
23. 
24. 
25. 
26. 
27. 
28. 
29. 
30. 
31. 
32. 
33. 
34. 
35. 
36. 
37. 
38. 
39. 
40. 
41. 
42. 
43. 
44. 
45. 
46. 
47. 
48. 
49. 
50. 
51. 
52. 
53. 
54. 
55. 
56. 
57. 
58. 
59. 
60. 
61. 
62. 
63. 
64. 
65. 
66. 
67. 

- Baalke, Ron (1994년 10월 13일). “Edward Cope's Skull”. 《lepomis.psych.upenn.edu》 (메일링 리스트). 2016년 3월 6일에 원본 문서에서 보존된 문서. 2008년 8월 15일에 확인함.
- Bates, Robin (series producer), Chesmar, Terri and Baniewicz, Rich (associate producers); Feldon, Barbara (narrator) (1992). 《The Dinosaurs! Episode 1: "The Monsters Emerge"》 (TV-series). PBS Video, WHYY-TV.
- Bryson, Bill (2003). 〈Science Red in Tooth and Claw〉. 《A Short History of Nearly Everything》. United States of America: Random House. ISBN 0-7679-0818-X.
- Buffalo Bill Historical Center (1982). 《The American West》. American West Publishing Company: Western History Association, University of Virginia.
- Colbert, Edwin (1984). 《The Great Dinosaur Hunters and Their Discoveries》. Courier Dover Publications. ISBN 0-486-24701-5.
- Dodson, Peters, Bakker, Robert (interviewees) (1992). 《The Dinosaurs! Episode 1: "The Monsters Emerge"》 (TV-series). PBS Video, WHYY-TV.
- Farlow, James; Brett-Surman, M.K., and Walters, Robert (1999). 《The Complete Dinosaur》. United States of America: Indiana University Press. ISBN 0-253-21313-4. 
- Jaffe, Mark (2000). 《The Gilded Dinosaur: The Fossil War Between E. D. Cope and O. C. Marsh and the Rise of American Science》. New York: Crown Publishing Group. ISBN 0-517-70760-8.
- Johansen, Bruce Elliott; Matthew Rothschild (2007). 《Silenced!: Academic Freedom, Scientific Inquiry, and the First Amendment Under Siege in America》. Greenwood Publishing Group. 45쪽. ISBN 978-0-275-99686-4. OCLC 85862143. 
- Leidy, J. (1870년 3월 8일). “Remarks on Elasmosaurus platyurus”. 《Proc. Acad. Nat. Sci. Phil.》 (Philadelphia: Academy of Natural Sciences) 22: 9–10. 2009년 2월 2일 (web site maintained by M. J. Everhart)에 확인함. 
- Levins, Hoag (2004). “Haddonfield and The 'Bone Wars'”. Levins.com. 2008년 4월 15일에 확인함.
- Limerick, Patrick; Puska, Claudia (2003). “Making the Most of Science in the American West” (PDF). Boulder, Colorado: Center of the American West. 2008년 9월 10일에 원본 문서 (PDF)에서 보존된 문서. 2008년 8월 25일에 확인함. 
- Marsh, O. C. (1890년 1월 19일). “Wrong End Foremost”. 《New York Herald》. 2009년 2월 2일에 확인함.—(web site maintained by M. J. Everhart).
- Martin, Anthony J. (2006). 《Introduction to the Study of Dinosaurs》. Blackwell Publishing. ISBN 1-4051-3413-5.
- Mondor, Colleen (2006년 1월 1일). “Comic Books and Thunder Lizards”. BookSlut. 2015년 4월 22일에 원본 문서에서 보존된 문서. 2008년 1월 20일에 확인함.
- Norell, Mark A.; Gaffney, Eric S.; and Dingus, Lowell (1995). 《Discovering Dinosaurs in the American Museum of Natural History》. New York: Alfred Knopf Publishing. ISBN 0-679-43386-4. 
- Norman, David (1991). 《Dinosaur!》. New York: Prentice Hill. ISBN 0-13-218140-1.
- Osborn, Henry Fairfield (1978). 《Cope: Master Naturalist : Life and Letters of Edward Drinker Cope, With a Bibliography of His Writings》. Manchester, New Hampshire: Ayer Company Publishing. ISBN 0-405-10735-8.
- Penick, James (1971년 8월). “Professor Cope vs. Professor Marsh”. 《American Heritage》 22 (5). 2010년 1월 1일에 원본 문서에서 보존된 문서. 2009년 11월 5일에 확인함. 
- Preston, Douglas (1993). 《Dinosaurs in the Attic: An Excursion Into The American Museum of Natural History》. United States of America: Macmillan Publishers. ISBN 0-312-10456-1.
- Rajewski, Genevieve (2008년 5월). “Where Dinosaurs Roamed”. 《Smithsonian》 39 (2): 20–26. 2009년 10월 15일에 원본 문서에서 보존된 문서. 2008년 4월 30일에 확인함. 
- Shor, Elizabeth (1974). 《The Fossil Feud Between E. D. Cope and O. C. Marsh》. Detroit, Michigan: Exposition Press. ISBN 0-682-47941-1.
- Sterling, Keir (1997). 《Biographical Dictionary of American and Canadian Naturalists and Environmentalists》. Greenwood Publishing Group. ISBN 0-313-23047-1.
- Thomson, Keith Stewart (2008). 《The Legacy of the Mastodon: The Golden Age of Fossils in America》. Yale University Press. ISBN 0-300-11704-3.
- Trefil, James S (2003). 《The Nature of Science: An A-Z Guide to the Laws and Principles Governing Our Universe》. Houghton Mifflin Books. ISBN 0-618-31938-7.
- Waggoner, Ben (1999년 10월 22일). “Bone Wars & Two Tiny Claws”. Palaeontologia Electronica. 2008년 8월 28일에 원본 문서에서 보존된 문서. 2008년 2월 3일에 확인함.
- Wallace, David Rains (1999). 《The Bonehunters' Revenge: Dinosaurs, Greed, and the Greatest Scientific Feud of the Gilded Age》. Houghton Mifflin Books. ISBN 0-618-08240-9.
- Wilford, John Noble (1985). 《The Riddle of the Dinosaur》. New York: Knopf Publishing. ISBN 0-394-74392-X.
- “Bone Wars: The Cope-Marsh Rivalry”. Academy of Natural Sciences. 2008년 1월 19일에 원본 문서에서 보존된 문서. 2008년 2월 19일에 확인함.
- “Feedback”. 《New Scientist》 (Reed Business Information Ltd) (2533): 64. 2006년 1월 7일. ISSN 0262-4079. 2009년 2월 5일에 확인함.

- Illustrated article on the Bone Wars.